# Diecezja Lanusei
Diecezja Lanusei – diecezja Kościoła rzymskokatolickiego we Włoszech, a dokładniej na Sardynii. Należy do metropolii Cagliari. Została erygowana 8 listopada 1824 jako diecezja Ogliastra. Obecną nazwę uzyskała 30 września 1986.